# Félix de Huerta
Félix de Huerta fue un religioso y autor español.

## Biografía
Fraile franciscano y sacerdote católico, estuvo destinado como misionero en las islas Filipinas en el siglo XIX. Fue autor de un Estado geográfico, topográfico, estadístico, histórico-religioso, de la santa y apostólica provincia de S. Gregorio Magno, publicado por primera vez en 1855, que Artigas y Cuerva califica de «interesante» y con «noticias bibliográficas muy curiosas».